# Palm (PDA)

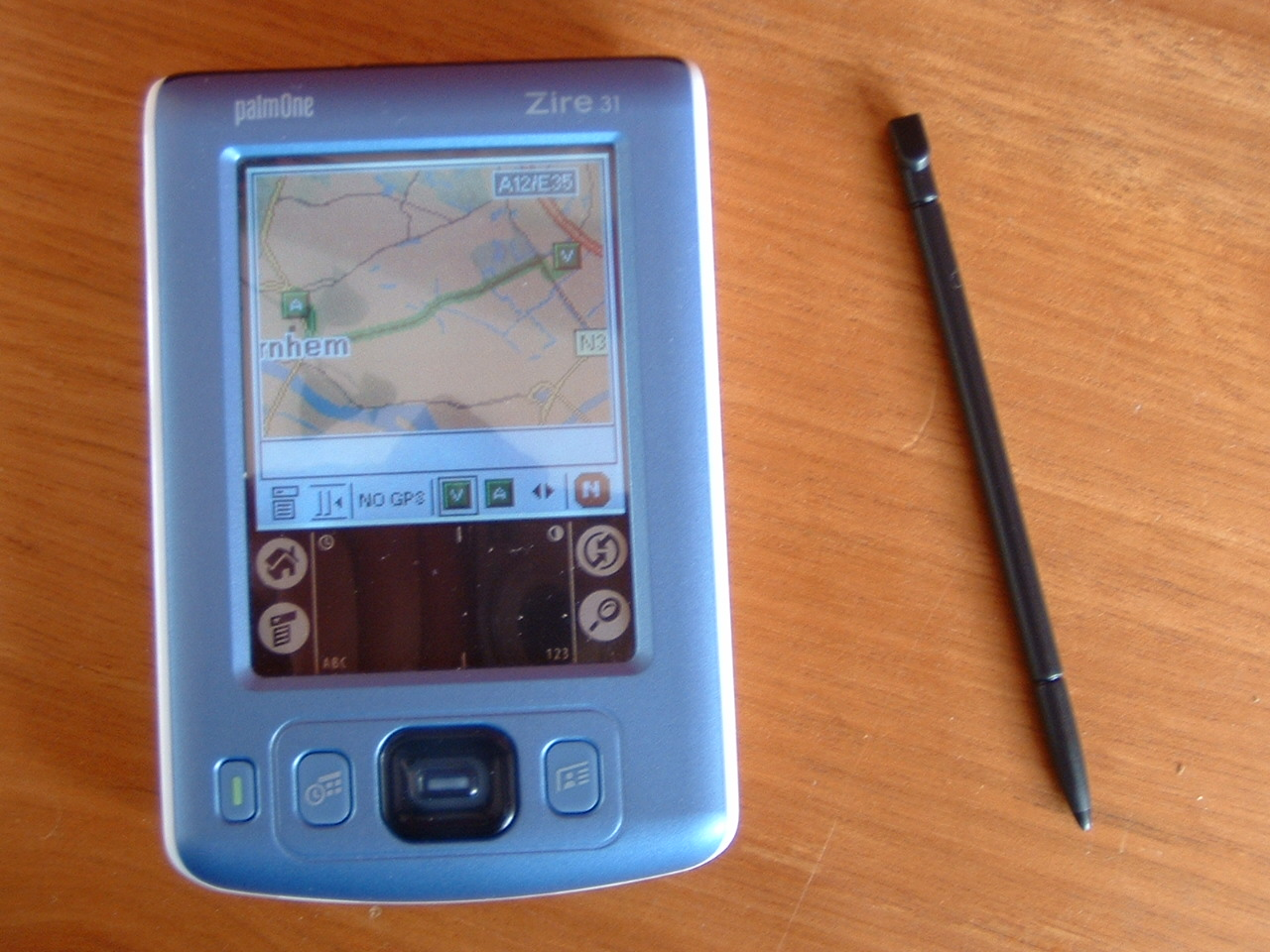
Palmデバイスの例（palmOne社のZire 31）

Palm（パーム）は、ジェフ・ホーキンスによって開発され1996年から販売されたPDAの名。
同時に、それを製造・販売する会社Palm社（1992年設立）、そのPDAに搭載されるオペレーティングシステムであるPalm OSを指し、さらに同OS搭載のPDA全般を指してPalmと呼ぶこともある。

## Palmの哲学
昔はNewtonと、今はWindows Mobileと良く比較される。
Palmの特徴は「Zen（禅） of Palm」といわれるフィロソフィー（哲学）で強調され、限られたリソースを効率的に使って、実践的なユーザーインタフェースを提供している。

## ハードウェア
標準的なPalmデバイスは、以下のような特徴を持つ。
- 本体前面の大部分を占める、感圧センサーを備えた液晶画面（タッチパネル）
これは専用のスタイラスペンでも、指でも、キャップをしたままのボールペン等でも操作できる。
- 感圧センサー面の下部に配された、グラフィティ専用領域。左側が文字入力、右側が数字入力用に割り当てられている。最近は、ソフトウェア的に実現されている。
- 本体前面最下部ボタン群。
  - 中央には、上下のスクロールボタン。
基本的なPalmの仕様では、左右のボタンはない。このあたりにもシンプルを極めるPalmの哲学が現れているといわれる。しかし、5wayボタンなど、新たな操作性の向上となるものは、搭載され続けている。
  - スクロールボタンの左右に配された4つのアプリケーションボタン
デフォルトでは、4つのアプリケーションに割り当てられており、ユーザーが自由にカスタマイズできる。
- 取り外せる入力用のスタイラスペンと、それを格納する穴などの機構。
- 本体裏面のリセットボタン
これはピンなどを使って押す必要がある。なお、多くのモデルでは、スタイラスの中にリセットピンが内蔵されている。近年の機種は、リセットボタンの直径がスタイラスの先端で押せる大きさに調整されている。
- Treo や TungstenC/W などの機体は、キーボードも搭載されている。

### データの入力
クレイドルと称する台座型の装置を介してパソコンと同期を取る HotSync という仕組みを備え、ソフトウェアのインストールやデータの連携が容易になっている。データの同期を取るパソコンを、俗に母艦という。
文字入力にはグラフィティと呼ばれる、アルファベットを元にした一筆書きの記号を手書き入力する。これは完全な文字認識に比べて処理も軽く、入力もしやすいとされている。例えば、「A」は「Λ」、「B」は「β」のように書き込む。「*」や「@」のような記号も入力できる。
また、入力領域を左右に分割し、左側を英文字、右側を数字の入力に完全に分離している。これにより、「1」と「I」、「O」と「0」、「5」と「S」、といった似た形の文字を同じストロークで確実に入力することが可能となっている。
現在は、Treoなどのキーボードデバイスが販売され、グラフィティもグラフィティ2となり進化している。グラフィティ2は、より本来のアルファベットの書き順を再現され、画面左端が小文字エリア、中央が大文字、右端が数字エリアとなっている。

## ソフトウェア

### PalmOS
Palmのオペレーティングシステム、Palm OSは他社にもライセンス供与され、IBM、ソニーなどから互換機が発売されていた（Handspringも互換機を出していたが、同社はPalm社に買収され現存しない）。
現在、OSは分社化した PalmSource が開発し、各社にライセンス供与を行っているが、株式会社ACCESSが2005年11月15日にPalmSourceを買収し（現社名・ACCESS Systems）、Linuxカーネル2.6 ベースのAccess Linux Platform (ALP) の開発を始めた。ALP にはPalmOS エミュレータが内蔵されており、Palm OSアプリケーションが動く。他にはGTKアプリケーション、Javaアプリケーションなどが動く。2007年にALP搭載端末の出荷が予定されている。事実上、PalmOS自体の開発は終わった。

### アプリケーション
Palm デバイスには、メーカーなどによって異なるが、以下のようなソフトウェアが標準搭載されている。
- 予定表（カレンダー）
- アドレス帳
- ToDo（「やるべきこと」リスト）
- メモ帳

昔の機種（Tungsten シリーズ以前）は上記4つが、出荷時設定でアプリケーションボタンに割り当てられているが、最近では、予定表・アドレス帳・メール・ウェブ（Tungsten C）や、最後がホームに割り当てられているもの（Treo650）もある。
- 電卓
- 支払いメモ（Palm OS4 には搭載されていない）
- 電子メールリーダー（パソコンの未読電子メールを読める）
- 辞書（英英/英和/和英など）

など
なおソフトウェア環境の仕様を広く公開しており、専用のプログラミング環境（コンパイラとエミュレータがセットになっている）も無償で提供されているものもあり、世界中にフリーウェア作家が存在している。またPalmの欠点ともいえるリソースの少なさは、逆にプログラマー達の創作意欲をくすぐるのか、他の PDA と比較しても全般的にフリーウェアの完成度は高いとされる。しかしその一方で、PDA 初のコンピュータウイルス（トロイの木馬）が発見されたのもこのOSである。

## 特色
旧来の機種はフラッシュメモリ容量が4MBや8MBでメモリカード非対応となっていたが、最近の機種では標準で32〜128MBになっている他、SDメモリーカード等のメモリカードにも対応し、フラッシュメモリーを搭載した機種もある。ハイエンド機のスペックは一昔前のPocket PCとさほど変わらない。メーカーによっては、デジタルオーディオプレーヤーやデジタルカメラ・GPS・Wi-Fi・Bluetoothといった付加機能を搭載している機種もあり、一部にはバーコードリーダー組み込みとなっている製品もある。近年では腕時計型やハードディスクを搭載した機種も発売されている。一方で、もともとの実用本位な設計理念もあって、非常に安価な機種も多い。また、先発である事や前出の開発環境が無償提供されている事もあって、ソフトウェア資産の豊富さでは、他のPDAから突出している。
しかし、ハードウェアの進化に比べてOSの進化は遅れている。Palmが登場した時代には、シンプルなハードウェア、アーキテクチャでシンプルなユーザインタフェース、シンプルなソフトウェアを駆動するというコンセプトは確かに正しく、また成功を収めたが、現在ではややアンバランスなシステムになってしまった感は否めない。
さらに、後発のPocket PCと競合するうちに、日本のPDA 市場そのものが高機能携帯電話に押されて縮小傾向となり、2002年9月、パームコンピューティング社をはじめとする海外メーカーは日本市場から撤退してしまった。その一方、アメリカではPalmOSを採用した携帯電話が登場している。北米市場においては、安価でシンプルな Zire シリーズ、ビジネスマンに人気の Tungsten シリーズ、スマートフォンのTreoシリーズが比較的好調に推移しており、Palmの売り上げも半分以上がスマートフォンとなった。なお、日本で（W-ZERO3など）スマートフォンが本格登場し始めたのはCLIE撤退後である。

## メーカー・ブランド一覧

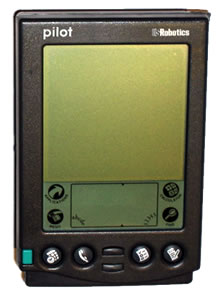
PalmPilot 5000

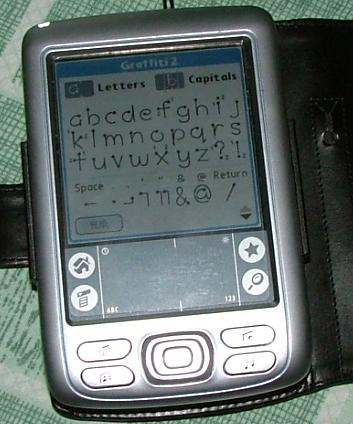
Zire 72

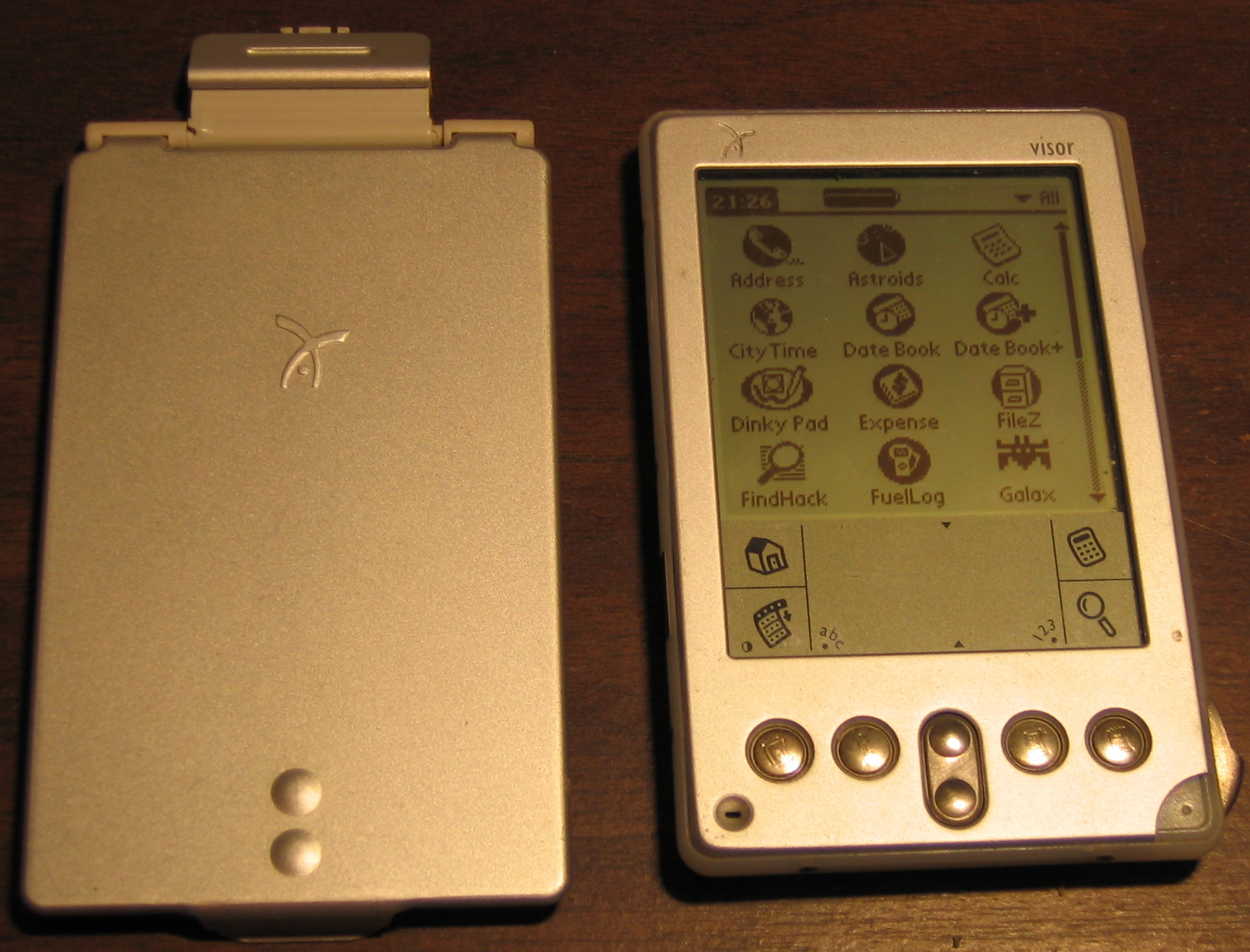
Visor Edge

Palm デバイスを提供している（いた）メーカーと、製品ブランドの一覧。
- Palm, Inc.（旧・palmOne、）
  - PalmPilot（パイロットから商標権侵害で訴えられ、使用を中止することで和解した[3]。）
  - Palm
  - Tungsten
  - Tungsten T5（フラッシュメモリーを搭載）
  - Zire
  - Treo（Handspring を買収）
  - LifeDrive（4GB の MicroDrive 搭載）
  - TX
  - Centro
- Handspring
  - Visor
  - Treo
- ソニー
  - CLIE（2005年7月販売終了）
- IBM
  - WorkPad（Palm の OEM）
  - WorkPad 31J（PHS内蔵）
- TRG
  - TRGpro
  - HandEra 330
- Tapwave
  - Zodiac1
  - Zodiac2

## 年表

### 1996年
- 1996年4月：USロボティクスが「Pilot 1000」「Pilot 5000」を発売[4]。

### 1997年
- 1997年3月：USロボティクスが「PalmPilot Personal」「PalmPilot Professional」を発売[4]。
- 1997年5月：3comがUSロボティクスを買収[4]。
- 1997年9月：IBMがOEM製品の「WorkPad」を発売[4]。
- 1997年12月：PalmOSプラットフォームのライセンスを開始[4]。

### 1998年
- 1998年4月：3comが「Palm III」を発売[5]、日本でも秋葉原のショップで販売開始[6]。

### 1999年
- 1999年2月：3comが「Palm V」「Palm IIIx」を発売[7]。
- 1999年2月：日本IBMが「Palm IIIx」をベースとした日本語版「WorkPad」を発売[8]。
- 1999年5月：日本IBMが「Palm V」をベースとした日本語版「WorkPad c3」（WorkPad 40J）を発売[9]。
- 1999年9月：Handspringが「Visor」を発表（北米で10月より出荷）[10]。
- 1999年10月：TRG社がCFカードスロットを搭載したPalm互換機「TRGPro」を発表（発売は12月）[11]。
- 1999年11月：ソニーがPalmOSのライセンスを受け、Palm Computingと提携[12]。

### 2000年
- 2000年2月：米Palmが「Palm IIIc」「Palm xe」を発売[4]。
- 2000年2月：Palmが日本法人「パームコンピューティング株式会社」を設立[13]。
- 2000年2月：Handspringが日本法人「ハンドスプリング株式会社」を設立[14]。
- 2000年4月：日本IBMが「WorkPad c3」の新モデル（WorkPad 50J）を発売[15]。
- 2000年6月：ハンドスプリングが「Visor Deluxe日本語版」を発売[4]。
- 2000年9月：パームコンピューティングが「Palm m100」の日本語版を発売[16]。
- 2000年9月：TRG社が「TRGPro」の日本語版を発売[17]。
- 2000年9月：ソニーが「CLIE PEG-S500C」「CLIE PEG-S300」を発売[18][19]。
- 2000年11月：日本IBMがPHS内蔵の「WorkPad 31J」を一般向けに販売開始[20]。
- 2000年11月：京セラの米国法人子会社のKyocera WirelessがPalm OS搭載のCDMA携帯電話機「Kyocera QCP 6035」を発表[21]、2001年2月に発売[22]。
- 2000年12月：ハンドスプリングが「Visor Prism日本語版」「Visor Platinum日本語版」を発売[23]。

### 2001年
- 2001年3月：パームコンピューティングが「Palm m105」の日本語版を発売[24]。
- 2001年3月：Palmが「Palm m500」「Palm m505」を発表[25]。
- 2001年4月：ソニーが「CLIE PEG-N700C」を発売[26]。
- 2001年4月：ハンドスプリングが「Visor Edge日本語版」を発売[27]。
- 2001年6月：パームコンピューティングが「Palm m500」「Palm m505」の日本語版を発売[28]。
- 2001年6月：日本IBMが「WorkPad c505」を発売[29]。
- 2001年9月：ソニーが「CLIE PEG-N750C」を発売[30]。
- 2001年9月：ハンドスプリングの営業部門が日本から撤退[26]。

### 2002年
- 2002年2月：IBMが「WorkPad」から撤退[26]。
- 2002年3月：ソニーが「CLIE PEG-NR70」を発売[26]。
- 2002年4月：ソニーが「CLIE PEG-NR70V」を発売[26]。
- 2002年6月：ソニーが「CLIE PEG-T650C」を発売[26]。
- 2002年8月：ソニーが「CLIE PEG-SJ30」を発売[26]。
- 2002年9月：パームコンピューティングの営業部門が日本から撤退し、香港に移管する[31]。
- 2002年10月：ソニーが「CLIE PEG-NX70V」「CLIE PEG-NX60」を発売[26]。
- 2002年10月：Palmが「Tungsten T」を発売[32]。

### 2003年
- 2003年1月：ソニーが「CLIE PEG-SJ33」を発売[26]。
- 2003年2月：ソニーが「CLIE PEG-NZ90」を発売[26]。
- 2003年3月：ソニーが「CLIE PEG-TG50」を発売[26]。
- 2003年3月：ソニーが「CLIE PEG-NX80」「CLIE PEG-NX73」を発売[26]。
- 2003年4月：Palmが「Tungsten C」「Zire 71」を発売[33]。
- 2003年6月：Handspringが「Treo 600」を発表[34]。
- 2003年6月：PalmがHandspringを買収することを発表[35]。
- 2003年7月：Palmが「Tungsten T2」を発売[36]。
- 2003年8月：ソニーが「CLIE PEG-UX50」を発売[37]。
- 2003年10月：ソニーが「CLIE PEG-TJ25」を発売[38]。
- 2003年10月：Palmが「Tungsten T3」「Tungsten E」「Zire 21」を発売[39]。

### 2004年
- 2004年2月：ソニーが「CLIE PEG-TH55」「CLIE PEG-TJ37」を発売[40]。
- 2004年4月：Palmが「Zire 72」「Zire 31」を発売[39]。
- 2004年6月：ソニーが欧米市場からの「CLIE」撤退を発表[41]。
- 2004年9月：ソニーが「CLIE PEG-VZ90」を発売[42]。
- 2004年10月：米palmOneが「Tungsten T5」を発表[43]。

### 2005年
- 2005年2月：ソニーが「CLIE」撤退を発表[44]。
- 2005年5月：米palmOneが「LifeDrive」を発売[45]。
- 2005年10月：米Palmが「Palm TX」「Palm Z22」を発表[46]。